# Brachychroa curticornis
Brachychroa curticornis är en stekelart som beskrevs av Henry Keith Townes, Jr. 1978. Brachychroa curticornis ingår i släktet Brachychroa och familjen brokparasitsteklar. Inga underarter finns listade.